# 米什科爾茨蒂薩車站
米什科爾茨蒂薩車站（匈牙利語：Tiszai pályaudvar），官方一般簡稱為蒂薩站，是匈牙利包爾紹德-奧包烏伊-曾普倫州首府米什科爾茨最大的鐵路車站。車站名稱並非源自蒂薩河，而是以其建造者蒂薩維德基鐵路命名。